# 阿比峰
阿比峰是尼泊爾的山峰，毗鄰與印度和西藏接壤的邊境，屬於喜馬拉雅山脈的一部分，海拔高度7,132米，日本攀山隊在1960年5月10日首次登上該山峰。